# Murshidabad

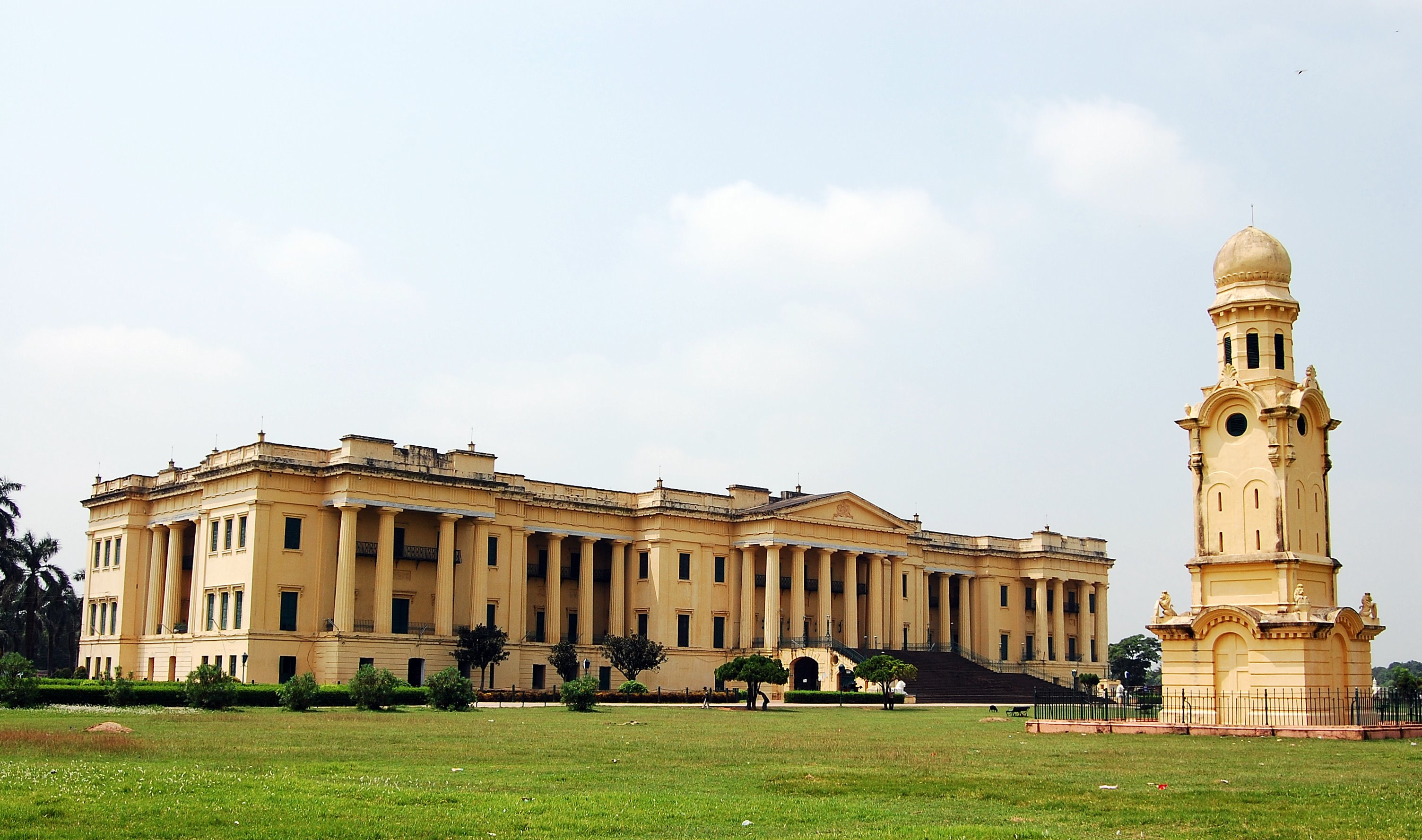
Hazarduari Palace und Uhrturm

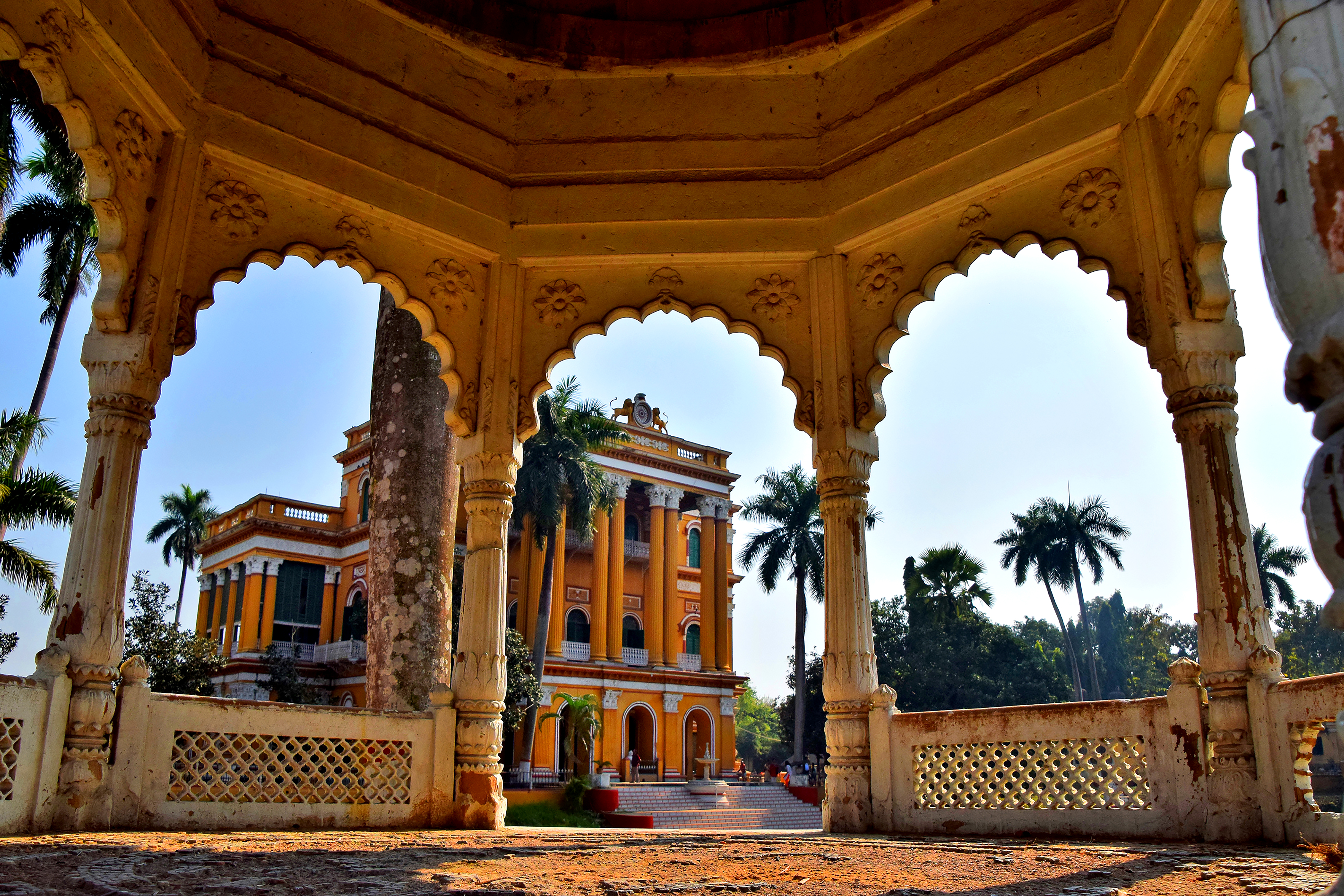
Kathgola Palace

Murshidabad (Bengalisch: মুর্শিদাবাদ, Murśidābād, ursprünglich Makhsudabad) ist eine ca. 50.000 Einwohner zählende Stadt im gleichnamigen Distrikt des nordostindischen Bundesstaates Westbengalen.

## Lage und Klima
Murshidabad an der Bhagirathi, einem Seitenarm am Unterlauf des Ganges, etwa 220 km (Fahrtstrecke) nördlich von Kolkata in einer Höhe von ca. 10 bis 20 m; die Grenze zum Nachbarland Bangladesh ist etwa 50 km entfernt. Das Klima ist meist schwülwarm; Regen (ca. 1200–1500 mm/Jahr) fällt hauptsächlich während der sommerlichen Monsunmonate Mai bis Oktober.

## Bevölkerung
| Jahr      | 1991   | 2001   | 2011   |
| Einwohner | 30.327 | 36.927 | 44.019 |

Das deutliche Bevölkerungswachstum der Stadt beruht im Wesentlichen auf der immer noch anhaltenden Zuwanderung von Familien und Einzelpersonen aus der näheren Umgebung.

## Wirtschaft
Murshidabad und sein Umland sind in hohem Maße agrarisch orientiert, aber auch die Seidenprodoktion und-verarbeitung spielten eine nicht unerhebliche Rolle. Darüber hinaus galt die Stadt als eines der Zentren für Elfenbeinschnitzerei in Westbengalen. Seit dem Handelsverbot für Elfenbein haben sich viele der Handwerker auf das Schnitzen von Palisander oder Sandelholz verlegt. Im 19. Jahrhundert erlebte die regionale Wirtschaft durch den Handel mit den Briten einen enormen Aufschwung; vor allem mehrere Jain-Familien bauten Stadtpaläste im indo-europäischen Stil.

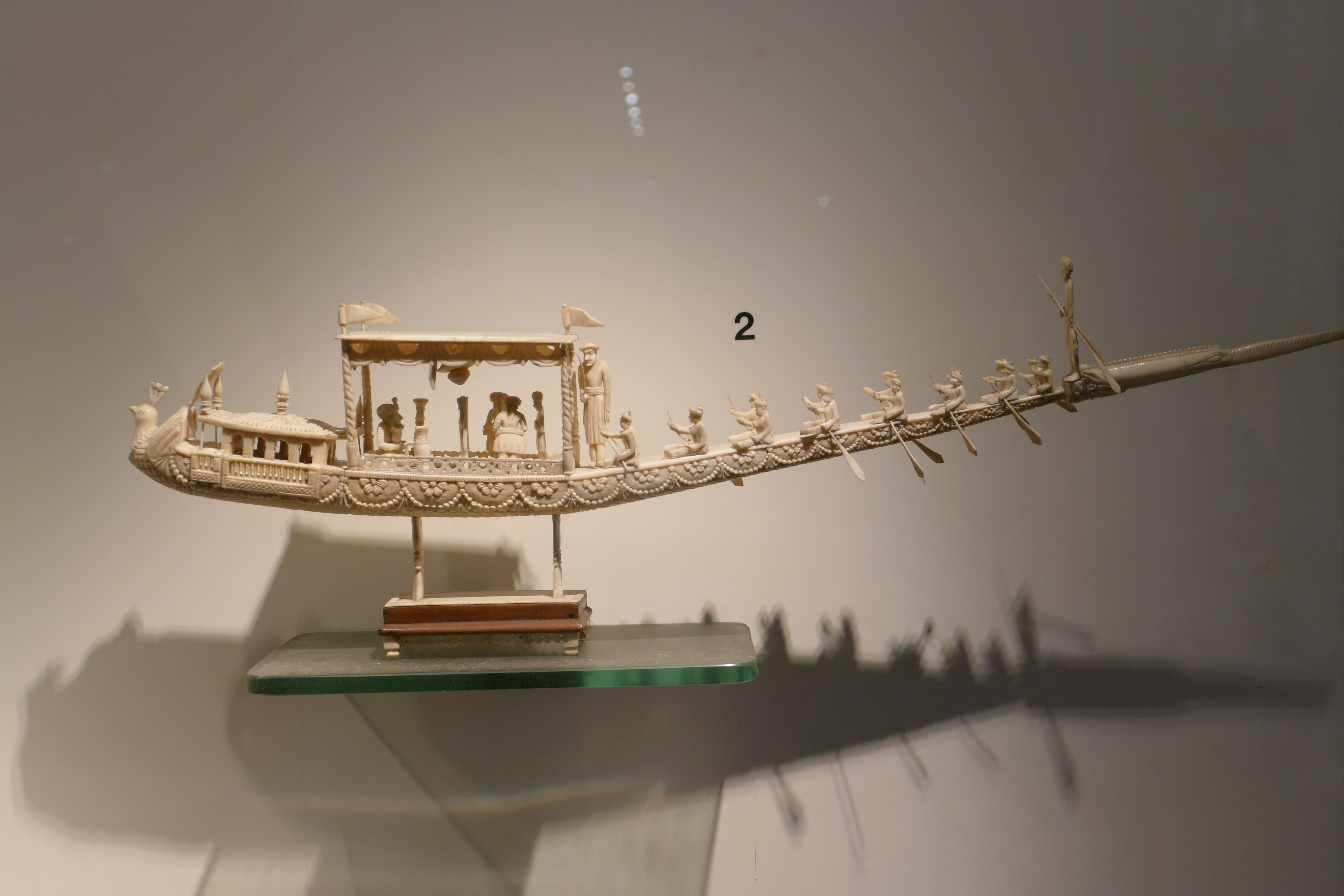
Königliches Ruderboot, Elfenbeinarbeit, 19. Jahrhundert

## Geschichte
Die Besiedlung der Region dürfte bis in vorchristliche Zeiten zurückreichen. Von 1705 bis 1773 war Murshidabad, das nach dem damaligen Nawab Murshid Quli Khan benannt wurde, die Hauptstadt des vom Mogulreich unabhängigen Bengalen. Im 19. und in der ersten Hälfte des 20. Jahrhunderts dominierten die Briten.

## Sehenswürdigkeiten
- Der Nawab-Palast Hazarduari wurde im Jahr 1837 fertiggestellt.
- Die Ruinen der Katra-Moschee von 1724, in der sich auch das Grab des Nawab Murshid Quli Khan befindet, aber auch weitere Moscheen des 19. und 20. Jahrhunderts prägen das Stadtbild.
- Der Kathgola Palace ist ein repräsentatives Gebäude einer Jain-Familie am Stadtrand.

Umgebung
- Im Ort Badanagar, etwa 12 km nördlich der Stadt, befinden sich vier eng beieinander stehende Bengalische Tempel mit zum Teil figürlichen Terrakotta-Dekor (Char Bangla).

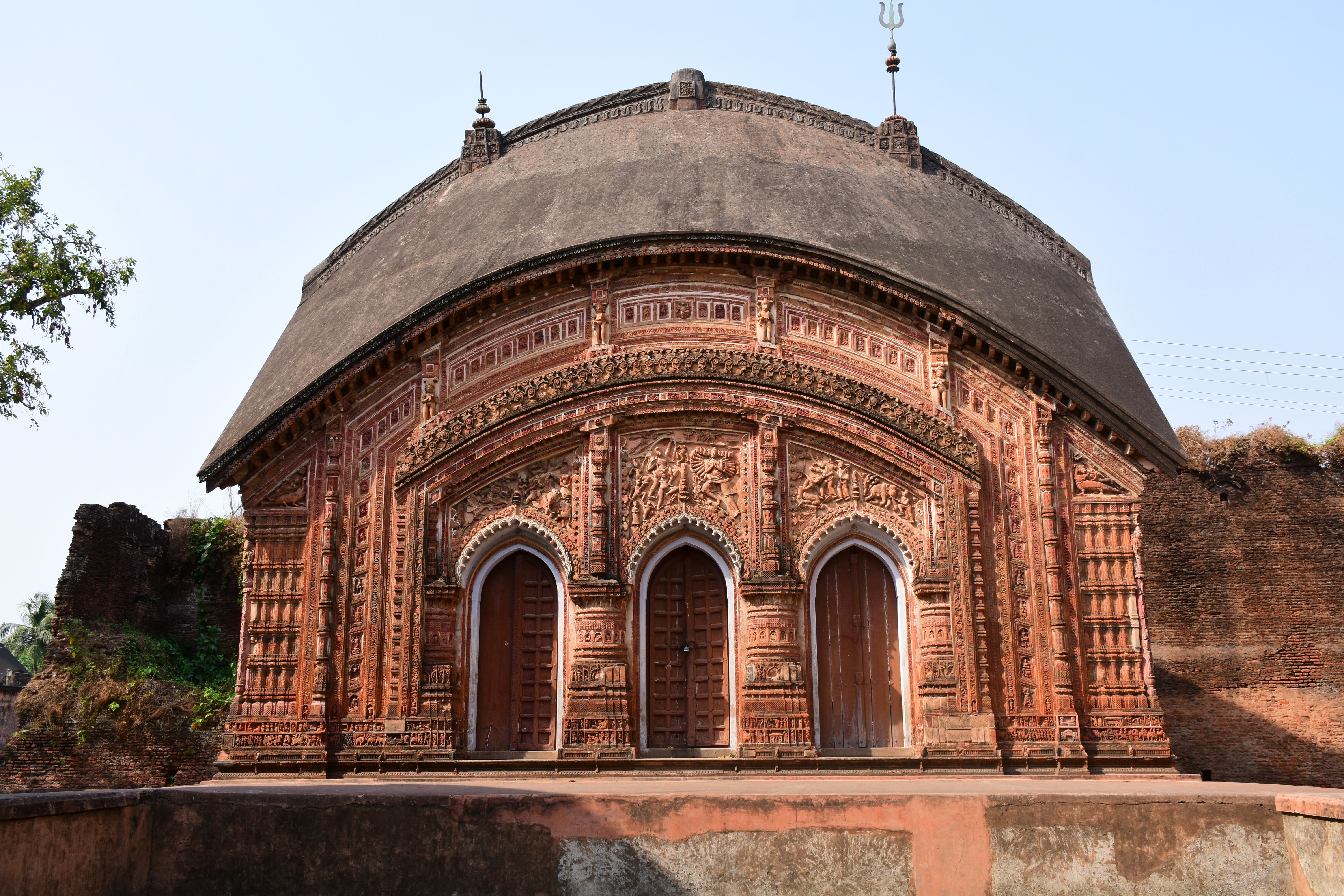
Tempel 1
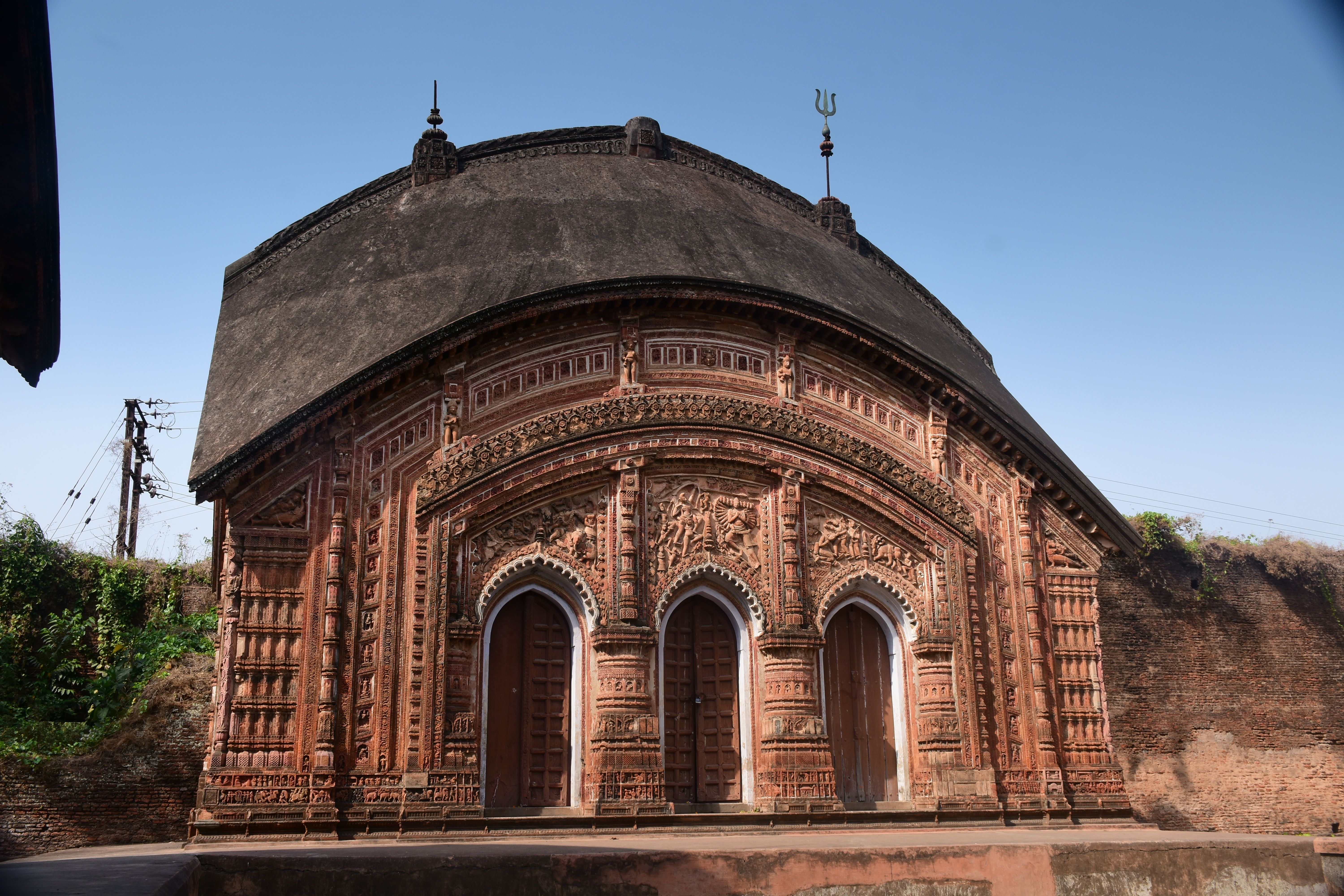
Tempel 2
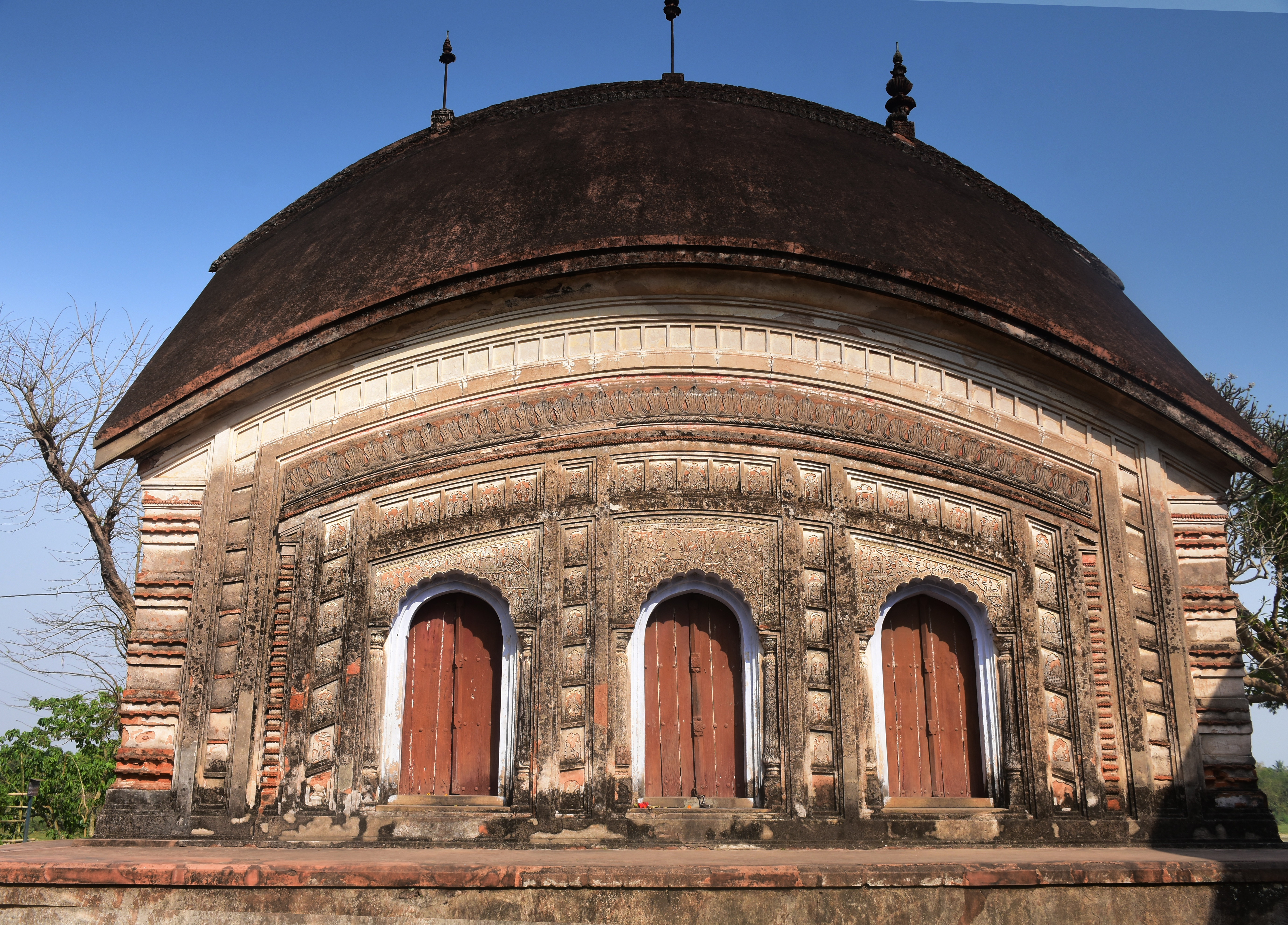
Tempel 3
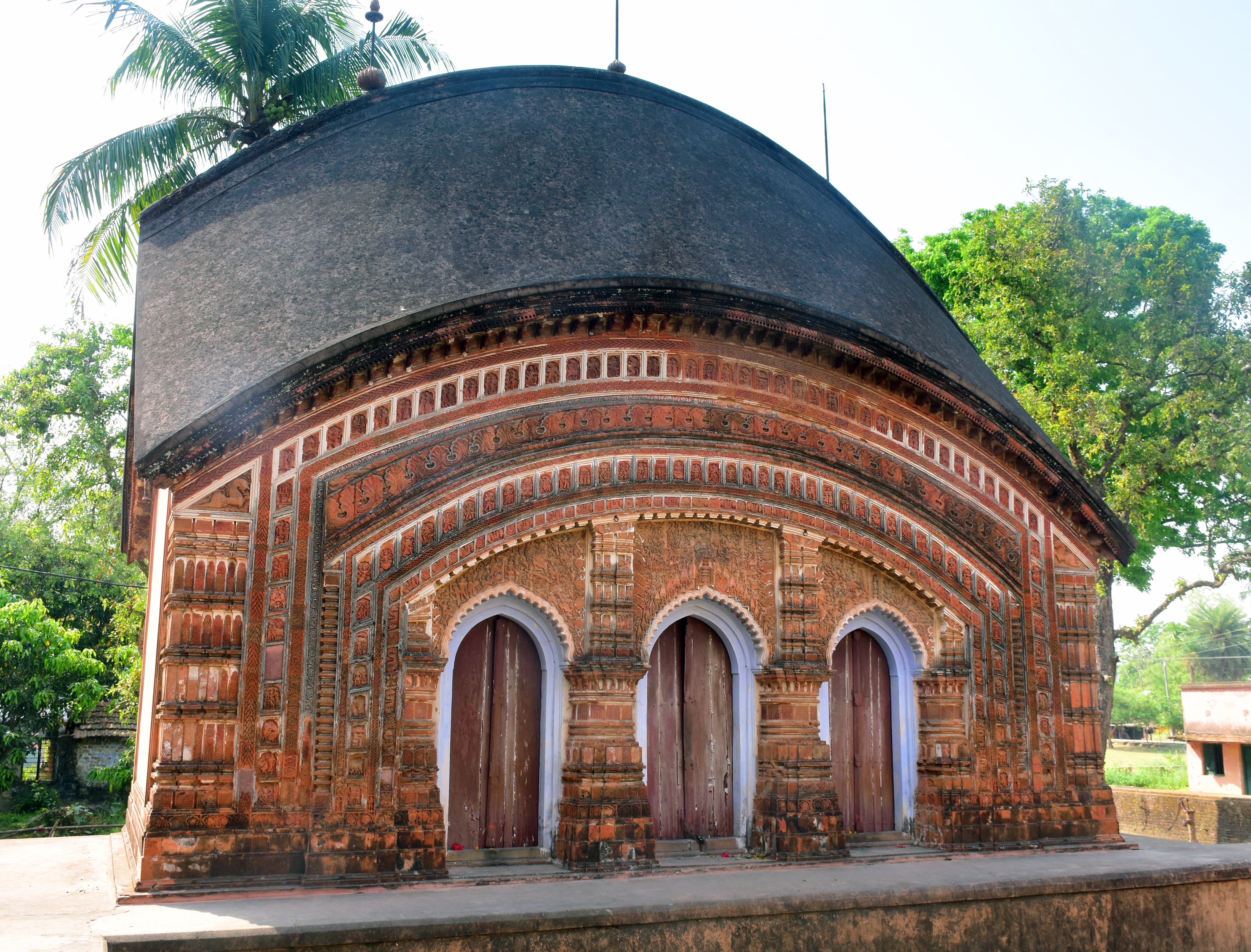
Tempel 4

## Persönlichkeiten
- Siraj-ud-Daula (1733–1757), letzter unabhängiger Nawab von Bengalen
- Insha Allah Khan (1756–1818), Pionier der Hindiliteratur
- Muzharul Islam (1923–2012), Architekt